# Haplopteryx anomala
Haplopteryx anomala är en fjärilsart som beskrevs av Butler 1882. Haplopteryx anomala ingår i släktet Haplopteryx och familjen mätare. Inga underarter finns listade i Catalogue of Life.